# Babice u Rosic
Babice u Rosic község Csehországban, Brno-vidéki járásban. Babice u Rosic Rosice, Zakřany, Zastávka, Kratochvilka, Příbram na Moravě és Zbýšov településekkel határos. Lakosainak száma 804 fő (2024. január 1.).

## Népesség
A település lakosságának változását az alábbi diagram mutatja:
| Lakosok száma | 674  | 748  | 968  | 808  | 559  | 523  | 744  | 748  | 779  | 804  |
|               | 1869 | 1890 | 1921 | 1950 | 1980 | 2001 | 2017 | 2019 | 2022 | 2024 |